# پوتاسا، گاورانو
پوتاسا (به ایتالیایی: Potassa) یک منطقهٔ مسکونی در ایتالیا است که در جاوورانو واقع شده‌است. پوتاسا ۱۶۰ نفر جمعیت دارد و ۷۰ متر بالاتر از سطح دریا واقع شده‌است.